# Final del Torneo Finalización 2023 (Colombia)
La final del Torneo Finalización 2023 de Colombia fue una serie de partidos de fútbol que se disputaron el 10 y 13 de diciembre de 2023 como definición del campeón de la nonagésima séptima (97a.) edición de la Categoría Primera A, máxima categoría del fútbol profesional de Colombia. Esta llave representó la última fase de la competición y la disputaron Junior e Independiente Medellín, ganadores de los grupos A y B de los cuadrangulares semifinales del torneo.
En esta fase, la regla del gol de visitante no se tuvo en cuenta como medida de desempate en caso de empate en goles ni hubo tiempos extras una vez finalizados los 180 minutos reglamentarios de la llave, sino que directamente se procedería a definir la llave por tiros desde el punto penal. En el partido de vuelta fue local Independiente Medellín, por ser el equipo con mejor puntaje acumulado del torneo (sumatoria de puntos obtenidos por cada equipo en las fases previas a la final).
Junior venció al Independiente Medellín por tiros desde el punto penal luego de empatar 4:4 en el marcador global y obutvo su décimo título de liga en esta final. Como ganador de esta llave y en consecuencia, del campeonato, Junior obtuvo el derecho a disputar la Copa Libertadores 2024 desde la fase de grupos y la Superliga de Colombia 2024. Al igual que al campeón del torneo Apertura, al vencedor de la final se le otorgó un premio de 500 mil dólares por parte de Conmebol y la Federación Colombiana de Fútbol, los cuales se suman a los 3 millones de dólares que recibe el equipo al obtener su clasificación a la fase de grupos de la Copa Libertadores, más 300 mil dólares por partido ganado en esa instancia.

## Llave
| Bandera del departamento de Antioquia | vs. | Bandera del Departamento del Atlántico |
| ------------------------------------- | --- | -------------------------------------- |
| Independiente Medellín 2 4 (3)        | vs. | Junior 3 1 4 (5)                       |

## Estadios
| Barranquilla                           | Medellín                  |
| -------------------------------------- | ------------------------- |
| Estadio Metropolitano Roberto Meléndez | Estadio Atanasio Girardot |
| Capacidad: 46 690                      | Capacidad: 40 943         |
|                                        |                           |

## Antecedentes
Esta fue la tercera ocasión en la cual Independiente Medellín y Junior se enfrentaron en una final de la máxima categoría del fútbol profesional colombiano, con un triunfo para el cuadro antioqueño en el Torneo Apertura 2016 y un triunfo para el rojiblanco en el Finalización 2018, y además fue la cuarta vez en la cual ambos equipos definieron al campeón: ambos equipos fueron también protagonistas de la definición del título del Campeonato colombiano 1993, jugando el cuadrangular final junto con América de Cali y Atlético Nacional. En la última jornada del cuadrangular, Independiente Medellín venció al Atlético Nacional mientras que Junior y América de Cali empataban su partido, combinación que le daba el título al Independiente Medellín, sin embargo un gol de Oswaldo Mackenzie en el último minuto del juego en Barranquilla terminó definiendo el campeonato a favor del cuadro «tiburón». Los dos equipos también se enfrentaron en la final de la Copa Colombia 2017, ganada por Junior luego de un empate 1:1 en el partido de ida jugado en Medellín y un triunfo por dos goles a cero en el partido de vuelta en Barranquilla.
Previo a esta serie, Junior había logrado su último título de liga en su penúltima participación en una final en el torneo Apertura 2019, enfrentando al Deportivo Pasto en la final, mientras que su última aparición en una final sería seis meses después en el torneo Finalización 2019, cayendo ante el América de Cali. Por su parte, el Poderoso jugó por última vez una final de la liga colombiana en el Torneo Finalización 2022, perdiendo ante el Deportivo Pereira, mientras que su última victoria en una final se dio en el Apertura 2016, justamente ante su rival en esta ocasión.

## Estadísticas

### Enfrentamientos previos en 2023
Por liga (torneo Apertura y Finalización) los equipos se enfrentaron dos veces, ambas en las fases todos contra todos de los torneos del año, con un balance de un empate y un triunfo del cuadro poderoso:
| Apertura     | Todos contra todos | Junior                 | 1 : 1 | Independiente Medellín | Metropolitano Roberto Meléndez | 29 de enero | 19:40 |
| Finalización | Todos contra todos | Independiente Medellín | 1 : 0 | Junior                 | Atanasio Girardot              | 23 de julio | 20:10 |

### Campaña de los finalistas
A continuación se encuentran tabuladas las estadísticas del Junior y del Independiente Medellín en las fases previas a la final (todos contra todos y cuadrangulares semifinales):
| Equipos                | PJ | PG | PE | PP | GF | GC | Dif. | Pts. | Rend.  |
| ---------------------- | -- | -- | -- | -- | -- | -- | ---- | ---- | ------ |
| Junior                 | 26 | 12 | 10 | 7  | 43 | 24 | 19   | 46   | 59,0 % |
| Independiente Medellín | 26 | 15 | 9  | 2  | 43 | 20 | 23   | 54   | 69,2 % |

#### Junior
| Fecha                                                                          | Fase                               | Estadio                                      | Local                  | Resultado | Visitante            |
| ------------------------------------------------------------------------------ | ---------------------------------- | -------------------------------------------- | ---------------------- | --------- | -------------------- |
| 15 de julio                                                                    | Todos contra todos                 | Metropolitano Roberto Meléndez, Barranquilla | Junior                 | 0 : 1     | Águilas Doradas      |
| 23 de julio                                                                    | Todos contra todos                 | Atanasio Girardot, Medellín                  | Independiente Medellín | 1 : 0     | Junior               |
| 31 de julio                                                                    | Todos contra todos                 | Metropolitano Roberto Meléndez, Barranquilla | Junior                 | 1 : 1     | Atlético Bucaramanga |
| 5 de agosto                                                                    | Todos contra todos                 | Armando Maestre Pavajeau, Valledupar         | Unión Magdalena        | 0 : 0     | Junior               |
| 12 de agosto                                                                   | Todos contra todos                 | Metropolitano Roberto Meléndez, Barranquilla | Junior                 | 0 : 0     | Deportivo Pasto      |
| 19 de agosto                                                                   | Todos contra todos                 | Metropolitano de Techo, Bogotá               | La Equidad             | 0 : 0     | Junior               |
| 23 de agosto                                                                   | Todos contra todos                 | Metropolitano Roberto Meléndez, Barranquilla | Junior                 | 4 : 3     | América de Cali      |
| 26 de agosto                                                                   | Todos contra todos                 | Polideportivo Sur, Envigado                  | Envigado F. C.         | 1 : 2     | Junior               |
| 2 de septiembre                                                                | Todos contra todos                 | El Campín, Bogotá                            | Santa Fe               | 1 : 0     | Junior               |
| 9 de septiembre                                                                | Todos contra todos                 | Metropolitano Roberto Meléndez, Barranquilla | Junior                 | 7 : 1     | Unión Magdalena      |
| 14 de septiembre                                                               | Todos contra todos                 | Daniel Villa Zapata, Barrancabermeja         | Alianza Petrolera      | 1 : 5     | Junior               |
| 17 de septiembre                                                               | Todos contra todos                 | Metropolitano Roberto Meléndez, Barranquilla | Junior                 | 1 : 1     | Atlético Nacional    |
| 20 de septiembre                                                               | Todos contra todos                 | La Independencia, Tunja                      | Boyacá Chicó           | 2 : 1     | Junior               |
| 24 de septiembre                                                               | Todos contra todos                 | Metropolitano Roberto Meléndez, Barranquilla | Junior                 | 0 : 1     | Deportes Tolima      |
| 29 de septiembre                                                               | Todos contra todos                 | Jaraguay, Montería                           | Jaguares               | 0 : 0     | Junior               |
| 6 de octubre                                                                   | Todos contra todos                 | Metropolitano Roberto Meléndez, Barranquilla | Junior                 | 3 : 2     | Deportivo Cali       |
| 14 de octubre                                                                  | Todos contra todos                 | El Campín, Bogotá                            | Millonarios            | 1 : 0     | Junior               |
| 21 de octubre                                                                  | Todos contra todos                 | Metropolitano Roberto Meléndez, Barranquilla | Junior                 | 1 : 0     | Once Caldas          |
| 25 de octubre                                                                  | Todos contra todos                 | Hernán Ramírez Villegas, Pereira             | Deportivo Pereira      | 0 : 2     | Junior               |
| 7 de noviembre                                                                 | Todos contra todos                 | Metropolitano Roberto Meléndez, Barranquilla | Junior                 | 2 : 0     | Atlético Huila       |
| Junior avanzó de fase como sexto (6.°) en el todos contra todos con 30 puntos. |                                    |                                              |                        |           |                      |
| 13 de noviembre                                                                | Cuadrangulares semifinales Grupo A | Manuel Murillo Toro, Ibagué                  | Deportes Tolima        | 3 : 1     | Junior               |
| 18 de noviembre                                                                | Cuadrangulares semifinales Grupo A | Metropolitano Roberto Meléndez, Barranquilla | Junior                 | 3 : 0     | Deportivo Cali       |
| 25 de noviembre                                                                | Cuadrangulares semifinales Grupo A | Metropolitano Roberto Meléndez, Barranquilla | Junior                 | 3 : 1     | Águilas Doradas      |
| 29 de noviembre                                                                | Cuadrangulares semifinales Grupo A | Alberto Grisales, Rionegro                   | Águilas Doradas        | 1 : 1     | Junior               |
| 2 de diciembre                                                                 | Cuadrangulares semifinales Grupo A | Deportivo Cali, Palmira                      | Deportivo Cali         | 0 : 2     | Junior               |
| 6 de diciembre                                                                 | Cuadrangulares semifinales Grupo A | Metropolitano Roberto Meléndez, Barranquilla | Junior                 | 4 : 2     | Deportes Tolima      |
| Junior avanzó de fase como ganador del grupo A con 13 puntos.                  |                                    |                                              |                        |           |                      |

|  |                     |
|  | Triunfo del Junior. |
|  | Empate.             |
|  | Derrota del Junior. |

#### Independiente Medellín
| Fecha                                                                                            | Fase                               | Estadio                                | Local                  | Resultado | Visitante              |
| ------------------------------------------------------------------------------------------------ | ---------------------------------- | -------------------------------------- | ---------------------- | --------- | ---------------------- |
| 15 de julio                                                                                      | Todos contra todos                 | Atanasio Girardot, Medellín            | Independiente Medellín | 2 : 2     | La Equidad             |
| 23 de julio                                                                                      | Todos contra todos                 | Atanasio Girardot, Medellín            | Independiente Medellín | 1 : 0     | Junior                 |
| 2 de agosto                                                                                      | Todos contra todos                 | El Campín, Bogotá                      | Santa Fe               | 1 : 0     | Independiente Medellín |
| 5 de agosto                                                                                      | Todos contra todos                 | Metropolitano Ciudad de Itagüí, Itagüí | Independiente Medellín | 2 : 1     | Envigado F. C.         |
| 13 de agosto                                                                                     | Todos contra todos                 | Olímpico Pascual Guerrero, Cali        | América de Cali        | 1 : 3     | Independiente Medellín |
| 20 de agosto                                                                                     | Todos contra todos                 | Atanasio Girardot, Medellín            | Independiente Medellín | 2 : 1     | Alianza Petrolera      |
| 25 de agosto                                                                                     | Todos contra todos                 | Alberto Grisales, Rionegro             | Águilas Doradas        | 1 : 1     | Independiente Medellín |
| 28 de agosto                                                                                     | Todos contra todos                 | Atanasio Girardot, Medellín            | Independiente Medellín | 1 : 1     | Boyacá Chicó           |
| 2 de septiembre                                                                                  | Todos contra todos                 | Jaraguay, Montería                     | Jaguares               | 1 : 1     | Independiente Medellín |
| 9 de septiembre                                                                                  | Todos contra todos                 | Atanasio Girardot, Medellín            | Independiente Medellín | 1 : 0     | Atlético Nacional      |
| 14 de septiembre                                                                                 | Todos contra todos                 | Manuel Murillo Toro, Ibagué            | Deportes Tolima        | 1 : 1     | Independiente Medellín |
| 18 de septiembre                                                                                 | Todos contra todos                 | Atanasio Girardot, Medellín            | Independiente Medellín | 1 : 1     | Millonarios            |
| 22 de septiembre                                                                                 | Todos contra todos                 | Deportivo Cali, Palmira                | Deportivo Cali         | 2 : 2     | Independiente Medellín |
| 25 de septiembre                                                                                 | Todos contra todos                 | Atanasio Girardot, Medellín            | Independiente Medellín | 2 : 0     | Atlético Bucaramanga   |
| 1 de octubre                                                                                     | Todos contra todos                 | Palogrande, Manizales                  | Once Caldas            | 2 : 2     | Independiente Medellín |
| 8 de octubre                                                                                     | Todos contra todos                 | Atanasio Girardot, Medellín            | Independiente Medellín | 2 : 0     | Atlético Huila         |
| 14 de octubre                                                                                    | Todos contra todos                 | Atanasio Girardot, Medellín            | Atlético Nacional      | 1 : 2     | Independiente Medellín |
| 22 de octubre                                                                                    | Todos contra todos                 | Atanasio Girardot, Medellín            | Independiente Medellín | 1 : 0     | Deportivo Pereira      |
| 26 de octubre                                                                                    | Todos contra todos                 | Departamental Libertad, Pasto          | Deportivo Pasto        | 0 : 0     | Independiente Medellín |
| 8 de noviembre                                                                                   | Todos contra todos                 | Sierra Nevada, Santa Marta             | Unión Magdalena        | 0 : 4     | Independiente Medellín |
| Independiente Medellín avanzó de fase como segundo (2.°) en el todos contra todos con 39 puntos. |                                    |                                        |                        |           |                        |
| 12 de noviembre                                                                                  | Cuadrangulares semifinales Grupo B | Olímpico Pascual Guerrero, Cali        | América de Cali        | 1 : 2     | Independiente Medellín |
| 19 de noviembre                                                                                  | Cuadrangulares semifinales Grupo B | Atanasio Girardot, Medellín            | Independiente Medellín | 2 : 1     | Atlético Nacional      |
| 26 de noviembre                                                                                  | Cuadrangulares semifinales Grupo B | El Campín, Bogotá                      | Millonarios            | 1 : 0     | Independiente Medellín |
| 30 de noviembre                                                                                  | Cuadrangulares semifinales Grupo B | Metropolitano Ciudad de Itagüí, Itagüí | Independiente Medellín | 2 : 1     | Millonarios            |
| 3 de diciembre                                                                                   | Cuadrangulares semifinales Grupo B | Polideportivo Sur, Envigado            | Atlético Nacional      | 0 : 5     | Independiente Medellín |
| 6 de diciembre                                                                                   | Cuadrangulares semifinales Grupo B | Atanasio Girardot, Medellín            | Independiente Medellín | 2 : 1     | América de Cali        |
| Independiente Medellín avanzó de fase como ganador del grupo B con 15 puntos.                    |                                    |                                        |                        |           |                        |

|  |                                     |
|  | Triunfo del Independiente Medellín. |
|  | Empate.                             |
|  | Derrota del Independiente Medellín. |

## Desarrollo

### Partido de ida
| 77    | POR   | Santiago Mele   |     |
| 21    | DEF   | Walmer Pacheco  | 79' |
| 28    | DEF   | Jermein Peña    |     |
| 18    | DEF   | Emanuel Olivera |     |
| 12    | DEF   | Gabriel Fuentes |     |
| 14    | MED   | Homer Martínez  |     |
| 6     | MED   | Didier Moreno   | 79' |
| 10    | MED   | Luis González   | 65' |
| 99    | DEL   | José Enamorado  | 71' |
| 20    | DEL   | Deiber Caicedo  |     |
| 70    | DEL   | Carlos Bacca    | 77' |
| D. T. | D. T. | Arturo Reyes    |     |

| 1     | POR   | Andrés Mosquera Marmolejo |     |
| 28    | DEF   | Luis Orejuela             | 77' |
| 24    | DEF   | José Ortiz                |     |
| 5     | DEF   | Joaquín Varela            |     |
| 13    | DEF   | Daniel Londoño            |     |
| 15    | MED   | Jaime Alvarado            |     |
| 16    | MED   | Daniel Torres             |     |
| 19    | MED   | Yairo Moreno              |     |
| 18    | DEL   | Edwuin Cetré              | 45' |
| 27    | DEL   | Brayan León               |     |
| 9     | DEL   | Luciano Pons              | 45' |
| D. T. | D. T. | Alfredo Arias             |     |

| 16 | MED | Vladimir Hernández | 65' |
| 7  | MED | Léider Berrío      | 71' |
| 23 | DEL | Steven Rodríguez   | 77' |
| 13 | DEF | Nilson Castrillón  | 79' |
| 26 | MED | Diego Mendoza      | 79' |

| 7  | MED | Anderson Plata  | 45' |
| 31 | MED | Diego Moreno    | 45' |
| 2  | DEF | Leyser Chaverra | 77' |

| 4' · 16' · 71' | Carlos Bacca José Enamorado Carlos Bacca | 1-0 2-0 3-1 |

| 40' · 88' | José Ortiz Diego Moreno | 2-1 3-2 |

| 59' · 76' · 82' · 85' | José Enamorado Carlos Bacca Jermein Peña Léider Berrío |

| 20' · 76' | Joaquín Varela José Ortiz |

| Principal  | Andrés Rojas   |
| Asistentes | Sebastián Vela |
|            | Jhon Gallego   |
| Cuarto     | Luis Delgado   |

| VAR            | Jhon Perdomo    |
| Asistentes VAR | Nolberto Ararat |

|  |                    |       |       |
|  | Tiros              | 9     | 17    |
|  | Tiros a puerta     | 7     | 8     |
|  | Faltas             | 17    | 8     |
|  | Saques de esquina  | 3     | 5     |
|  | Fueras de juego    | 1     | 2     |
|  | Posesión del balón | 38,9% | 61,1% |

| 77    | POR   | Santiago Mele   |     |
| 21    | DEF   | Walmer Pacheco  | 79' |
| 28    | DEF   | Jermein Peña    |     |
| 18    | DEF   | Emanuel Olivera |     |
| 12    | DEF   | Gabriel Fuentes |     |
| 14    | MED   | Homer Martínez  |     |
| 6     | MED   | Didier Moreno   | 79' |
| 10    | MED   | Luis González   | 65' |
| 99    | DEL   | José Enamorado  | 71' |
| 20    | DEL   | Deiber Caicedo  |     |
| 70    | DEL   | Carlos Bacca    | 77' |
| D. T. | D. T. | Arturo Reyes    |     |

| 1     | POR   | Andrés Mosquera Marmolejo |     |
| 28    | DEF   | Luis Orejuela             | 77' |
| 24    | DEF   | José Ortiz                |     |
| 5     | DEF   | Joaquín Varela            |     |
| 13    | DEF   | Daniel Londoño            |     |
| 15    | MED   | Jaime Alvarado            |     |
| 16    | MED   | Daniel Torres             |     |
| 19    | MED   | Yairo Moreno              |     |
| 18    | DEL   | Edwuin Cetré              | 45' |
| 27    | DEL   | Brayan León               |     |
| 9     | DEL   | Luciano Pons              | 45' |
| D. T. | D. T. | Alfredo Arias             |     |

| 16 | MED | Vladimir Hernández | 65' |
| 7  | MED | Léider Berrío      | 71' |
| 23 | DEL | Steven Rodríguez   | 77' |
| 13 | DEF | Nilson Castrillón  | 79' |
| 26 | MED | Diego Mendoza      | 79' |

| 7  | MED | Anderson Plata  | 45' |
| 31 | MED | Diego Moreno    | 45' |
| 2  | DEF | Leyser Chaverra | 77' |

| 4' · 16' · 71' | Carlos Bacca José Enamorado Carlos Bacca | 1-0 2-0 3-1 |

| 40' · 88' | José Ortiz Diego Moreno | 2-1 3-2 |

| 59' · 76' · 82' · 85' | José Enamorado Carlos Bacca Jermein Peña Léider Berrío |

| 20' · 76' | Joaquín Varela José Ortiz |

| Principal  | Andrés Rojas   |
| Asistentes | Sebastián Vela |
|            | Jhon Gallego   |
| Cuarto     | Luis Delgado   |

| VAR            | Jhon Perdomo    |
| Asistentes VAR | Nolberto Ararat |

|  |                    |       |       |
|  | Tiros              | 9     | 17    |
|  | Tiros a puerta     | 7     | 8     |
|  | Faltas             | 17    | 8     |
|  | Saques de esquina  | 3     | 5     |
|  | Fueras de juego    | 1     | 2     |
|  | Posesión del balón | 38,9% | 61,1% |

| 77    | POR   | Santiago Mele   |     |
| 21    | DEF   | Walmer Pacheco  | 79' |
| 28    | DEF   | Jermein Peña    |     |
| 18    | DEF   | Emanuel Olivera |     |
| 12    | DEF   | Gabriel Fuentes |     |
| 14    | MED   | Homer Martínez  |     |
| 6     | MED   | Didier Moreno   | 79' |
| 10    | MED   | Luis González   | 65' |
| 99    | DEL   | José Enamorado  | 71' |
| 20    | DEL   | Deiber Caicedo  |     |
| 70    | DEL   | Carlos Bacca    | 77' |
| D. T. | D. T. | Arturo Reyes    |     |

| 1     | POR   | Andrés Mosquera Marmolejo |     |
| 28    | DEF   | Luis Orejuela             | 77' |
| 24    | DEF   | José Ortiz                |     |
| 5     | DEF   | Joaquín Varela            |     |
| 13    | DEF   | Daniel Londoño            |     |
| 15    | MED   | Jaime Alvarado            |     |
| 16    | MED   | Daniel Torres             |     |
| 19    | MED   | Yairo Moreno              |     |
| 18    | DEL   | Edwuin Cetré              | 45' |
| 27    | DEL   | Brayan León               |     |
| 9     | DEL   | Luciano Pons              | 45' |
| D. T. | D. T. | Alfredo Arias             |     |

| 16 | MED | Vladimir Hernández | 65' |
| 7  | MED | Léider Berrío      | 71' |
| 23 | DEL | Steven Rodríguez   | 77' |
| 13 | DEF | Nilson Castrillón  | 79' |
| 26 | MED | Diego Mendoza      | 79' |

| 7  | MED | Anderson Plata  | 45' |
| 31 | MED | Diego Moreno    | 45' |
| 2  | DEF | Leyser Chaverra | 77' |

| 4' · 16' · 71' | Carlos Bacca José Enamorado Carlos Bacca | 1-0 2-0 3-1 |

| 40' · 88' | José Ortiz Diego Moreno | 2-1 3-2 |

| 59' · 76' · 82' · 85' | José Enamorado Carlos Bacca Jermein Peña Léider Berrío |

| 20' · 76' | Joaquín Varela José Ortiz |

| Principal  | Andrés Rojas   |
| Asistentes | Sebastián Vela |
|            | Jhon Gallego   |
| Cuarto     | Luis Delgado   |

| VAR            | Jhon Perdomo    |
| Asistentes VAR | Nolberto Ararat |

|  |                    |       |       |
|  | Tiros              | 9     | 17    |
|  | Tiros a puerta     | 7     | 8     |
|  | Faltas             | 17    | 8     |
|  | Saques de esquina  | 3     | 5     |
|  | Fueras de juego    | 1     | 2     |
|  | Posesión del balón | 38,9% | 61,1% |

| 77    | POR   | Santiago Mele   |     |
| 21    | DEF   | Walmer Pacheco  | 79' |
| 28    | DEF   | Jermein Peña    |     |
| 18    | DEF   | Emanuel Olivera |     |
| 12    | DEF   | Gabriel Fuentes |     |
| 14    | MED   | Homer Martínez  |     |
| 6     | MED   | Didier Moreno   | 79' |
| 10    | MED   | Luis González   | 65' |
| 99    | DEL   | José Enamorado  | 71' |
| 20    | DEL   | Deiber Caicedo  |     |
| 70    | DEL   | Carlos Bacca    | 77' |
| D. T. | D. T. | Arturo Reyes    |     |

| 1     | POR   | Andrés Mosquera Marmolejo |     |
| 28    | DEF   | Luis Orejuela             | 77' |
| 24    | DEF   | José Ortiz                |     |
| 5     | DEF   | Joaquín Varela            |     |
| 13    | DEF   | Daniel Londoño            |     |
| 15    | MED   | Jaime Alvarado            |     |
| 16    | MED   | Daniel Torres             |     |
| 19    | MED   | Yairo Moreno              |     |
| 18    | DEL   | Edwuin Cetré              | 45' |
| 27    | DEL   | Brayan León               |     |
| 9     | DEL   | Luciano Pons              | 45' |
| D. T. | D. T. | Alfredo Arias             |     |

| 16 | MED | Vladimir Hernández | 65' |
| 7  | MED | Léider Berrío      | 71' |
| 23 | DEL | Steven Rodríguez   | 77' |
| 13 | DEF | Nilson Castrillón  | 79' |
| 26 | MED | Diego Mendoza      | 79' |

| 7  | MED | Anderson Plata  | 45' |
| 31 | MED | Diego Moreno    | 45' |
| 2  | DEF | Leyser Chaverra | 77' |

| 4' · 16' · 71' | Carlos Bacca José Enamorado Carlos Bacca | 1-0 2-0 3-1 |

| 40' · 88' | José Ortiz Diego Moreno | 2-1 3-2 |

| 59' · 76' · 82' · 85' | José Enamorado Carlos Bacca Jermein Peña Léider Berrío |

| 20' · 76' | Joaquín Varela José Ortiz |

| Principal  | Andrés Rojas   |
| Asistentes | Sebastián Vela |
|            | Jhon Gallego   |
| Cuarto     | Luis Delgado   |

| VAR            | Jhon Perdomo    |
| Asistentes VAR | Nolberto Ararat |

|  |                    |       |       |
|  | Tiros              | 9     | 17    |
|  | Tiros a puerta     | 7     | 8     |
|  | Faltas             | 17    | 8     |
|  | Saques de esquina  | 3     | 5     |
|  | Fueras de juego    | 1     | 2     |
|  | Posesión del balón | 38,9% | 61,1% |

### Partido de vuelta
| 1     | POR   | Andrés Mosquera Marmolejo |     |
| 28    | DEF   | Luis Orejuela             | 70' |
| 24    | DEF   | José Ortiz                |     |
| 5     | DEF   | Joaquín Varela            |     |
| 13    | DEF   | Daniel Londoño            |     |
| 15    | MED   | Jaime Alvarado            | 82' |
| 16    | MED   | Daniel Torres             |     |
| 18    | MED   | Edwuin Cetré              | 61' |
| 19    | MED   | Yairo Moreno              |     |
| 31    | MED   | Diego Moreno              | 82' |
| 27    | DEL   | Brayan León               | 82' |
| D. T. | D. T. | Alfredo Arias             |     |

| 77    | POR   | Santiago Mele   |     |
| 21    | DEF   | Walmer Pacheco  | 87' |
| 28    | DEF   | Jermein Peña    |     |
| 18    | DEF   | Emanuel Olivera | 45' |
| 12    | DEF   | Gabriel Fuentes |     |
| 6     | MED   | Didier Moreno   | 75' |
| 14    | MED   | Homer Martínez  |     |
| 99    | MED   | José Enamorado  | 63' |
| 20    | MED   | Deiber Caicedo  |     |
| 10    | MED   | Luis González   | 63' |
| 70    | DEL   | Carlos Bacca    |     |
| D. T. | D. T. | Arturo Reyes    |     |

| 7  | MED | Anderson Plata  | 61' |
| 2  | DEF | Leyser Chaverra | 70' |
| 29 | DEF | Jhon Palacios   | 82' |
| 9  | DEL | Luciano Pons    | 82' |
| 10 | MED | Andrés Ricaurte | 82' |

| 25 | DEF | Brayan Ceballos    | 45' |
| 16 | MED | Vladimir Hernández | 63' |
| 7  | MED | Léider Berrío      | 63' |
| 23 | DEL | Steven Rodríguez   | 75' |
| 3  | DEF | Edwin Herrera      | 87' |

| 14' · 56' | Joaquín Varela Edwuin Cetré | 1-0 2-0 |

| 90' | Vladimir Hernández | 2-1 |

| Fallo de penal · Acierto de penal · Acierto de penal · Acierto de penal | Daniel Torres Andrés Ricaurte Luciano Pons Leyser Chaverra | 0-1 1-2 2-3 3-4 |

| Acierto de penal · Acierto de penal · Acierto de penal · Acierto de penal · Acierto de penal | Carlos Bacca Edwin Herrera Steven Rodríguez Gabriel Fuentes Léider Berrío | 0-1 0-2 1-3 2-4 3-5 |

| 42' · 73' · 73' · 85' | Jaime Alvarado Diego Moreno Brayan León Leyser Chaverra |

| 59' · 66' · 73' | Didier Moreno Gabriel Fuentes Walmer Pacheco |

| Principal  | Nicolás Gallo  |
| Asistentes | Wilmar Navarro |
|            | Dionisio Ruiz  |
| Cuarto     | Diego Ruiz     |

| VAR            | Fernando Acuña |
| Asistentes VAR | John León      |

|  |                    |       |       |
|  | Tiros              | 13    | 11    |
|  | Tiros a puerta     | 4     | 3     |
|  | Faltas             | 11    | 11    |
|  | Saques de esquina  | 2     | 3     |
|  | Fueras de juego    | 1     | 1     |
|  | Posesión del balón | 56,1% | 43,9% |

| 1     | POR   | Andrés Mosquera Marmolejo |     |
| 28    | DEF   | Luis Orejuela             | 70' |
| 24    | DEF   | José Ortiz                |     |
| 5     | DEF   | Joaquín Varela            |     |
| 13    | DEF   | Daniel Londoño            |     |
| 15    | MED   | Jaime Alvarado            | 82' |
| 16    | MED   | Daniel Torres             |     |
| 18    | MED   | Edwuin Cetré              | 61' |
| 19    | MED   | Yairo Moreno              |     |
| 31    | MED   | Diego Moreno              | 82' |
| 27    | DEL   | Brayan León               | 82' |
| D. T. | D. T. | Alfredo Arias             |     |

| 77    | POR   | Santiago Mele   |     |
| 21    | DEF   | Walmer Pacheco  | 87' |
| 28    | DEF   | Jermein Peña    |     |
| 18    | DEF   | Emanuel Olivera | 45' |
| 12    | DEF   | Gabriel Fuentes |     |
| 6     | MED   | Didier Moreno   | 75' |
| 14    | MED   | Homer Martínez  |     |
| 99    | MED   | José Enamorado  | 63' |
| 20    | MED   | Deiber Caicedo  |     |
| 10    | MED   | Luis González   | 63' |
| 70    | DEL   | Carlos Bacca    |     |
| D. T. | D. T. | Arturo Reyes    |     |

| 7  | MED | Anderson Plata  | 61' |
| 2  | DEF | Leyser Chaverra | 70' |
| 29 | DEF | Jhon Palacios   | 82' |
| 9  | DEL | Luciano Pons    | 82' |
| 10 | MED | Andrés Ricaurte | 82' |

| 25 | DEF | Brayan Ceballos    | 45' |
| 16 | MED | Vladimir Hernández | 63' |
| 7  | MED | Léider Berrío      | 63' |
| 23 | DEL | Steven Rodríguez   | 75' |
| 3  | DEF | Edwin Herrera      | 87' |

| 14' · 56' | Joaquín Varela Edwuin Cetré | 1-0 2-0 |

| 90' | Vladimir Hernández | 2-1 |

| Fallo de penal · Acierto de penal · Acierto de penal · Acierto de penal | Daniel Torres Andrés Ricaurte Luciano Pons Leyser Chaverra | 0-1 1-2 2-3 3-4 |

| Acierto de penal · Acierto de penal · Acierto de penal · Acierto de penal · Acierto de penal | Carlos Bacca Edwin Herrera Steven Rodríguez Gabriel Fuentes Léider Berrío | 0-1 0-2 1-3 2-4 3-5 |

| 42' · 73' · 73' · 85' | Jaime Alvarado Diego Moreno Brayan León Leyser Chaverra |

| 59' · 66' · 73' | Didier Moreno Gabriel Fuentes Walmer Pacheco |

| Principal  | Nicolás Gallo  |
| Asistentes | Wilmar Navarro |
|            | Dionisio Ruiz  |
| Cuarto     | Diego Ruiz     |

| VAR            | Fernando Acuña |
| Asistentes VAR | John León      |

|  |                    |       |       |
|  | Tiros              | 13    | 11    |
|  | Tiros a puerta     | 4     | 3     |
|  | Faltas             | 11    | 11    |
|  | Saques de esquina  | 2     | 3     |
|  | Fueras de juego    | 1     | 1     |
|  | Posesión del balón | 56,1% | 43,9% |

| 1     | POR   | Andrés Mosquera Marmolejo |     |
| 28    | DEF   | Luis Orejuela             | 70' |
| 24    | DEF   | José Ortiz                |     |
| 5     | DEF   | Joaquín Varela            |     |
| 13    | DEF   | Daniel Londoño            |     |
| 15    | MED   | Jaime Alvarado            | 82' |
| 16    | MED   | Daniel Torres             |     |
| 18    | MED   | Edwuin Cetré              | 61' |
| 19    | MED   | Yairo Moreno              |     |
| 31    | MED   | Diego Moreno              | 82' |
| 27    | DEL   | Brayan León               | 82' |
| D. T. | D. T. | Alfredo Arias             |     |

| 77    | POR   | Santiago Mele   |     |
| 21    | DEF   | Walmer Pacheco  | 87' |
| 28    | DEF   | Jermein Peña    |     |
| 18    | DEF   | Emanuel Olivera | 45' |
| 12    | DEF   | Gabriel Fuentes |     |
| 6     | MED   | Didier Moreno   | 75' |
| 14    | MED   | Homer Martínez  |     |
| 99    | MED   | José Enamorado  | 63' |
| 20    | MED   | Deiber Caicedo  |     |
| 10    | MED   | Luis González   | 63' |
| 70    | DEL   | Carlos Bacca    |     |
| D. T. | D. T. | Arturo Reyes    |     |

| 7  | MED | Anderson Plata  | 61' |
| 2  | DEF | Leyser Chaverra | 70' |
| 29 | DEF | Jhon Palacios   | 82' |
| 9  | DEL | Luciano Pons    | 82' |
| 10 | MED | Andrés Ricaurte | 82' |

| 25 | DEF | Brayan Ceballos    | 45' |
| 16 | MED | Vladimir Hernández | 63' |
| 7  | MED | Léider Berrío      | 63' |
| 23 | DEL | Steven Rodríguez   | 75' |
| 3  | DEF | Edwin Herrera      | 87' |

| 14' · 56' | Joaquín Varela Edwuin Cetré | 1-0 2-0 |

| 90' | Vladimir Hernández | 2-1 |

| Fallo de penal · Acierto de penal · Acierto de penal · Acierto de penal | Daniel Torres Andrés Ricaurte Luciano Pons Leyser Chaverra | 0-1 1-2 2-3 3-4 |

| Acierto de penal · Acierto de penal · Acierto de penal · Acierto de penal · Acierto de penal | Carlos Bacca Edwin Herrera Steven Rodríguez Gabriel Fuentes Léider Berrío | 0-1 0-2 1-3 2-4 3-5 |

| 42' · 73' · 73' · 85' | Jaime Alvarado Diego Moreno Brayan León Leyser Chaverra |

| 59' · 66' · 73' | Didier Moreno Gabriel Fuentes Walmer Pacheco |

| Principal  | Nicolás Gallo  |
| Asistentes | Wilmar Navarro |
|            | Dionisio Ruiz  |
| Cuarto     | Diego Ruiz     |

| VAR            | Fernando Acuña |
| Asistentes VAR | John León      |

|  |                    |       |       |
|  | Tiros              | 13    | 11    |
|  | Tiros a puerta     | 4     | 3     |
|  | Faltas             | 11    | 11    |
|  | Saques de esquina  | 2     | 3     |
|  | Fueras de juego    | 1     | 1     |
|  | Posesión del balón | 56,1% | 43,9% |

| 1     | POR   | Andrés Mosquera Marmolejo |     |
| 28    | DEF   | Luis Orejuela             | 70' |
| 24    | DEF   | José Ortiz                |     |
| 5     | DEF   | Joaquín Varela            |     |
| 13    | DEF   | Daniel Londoño            |     |
| 15    | MED   | Jaime Alvarado            | 82' |
| 16    | MED   | Daniel Torres             |     |
| 18    | MED   | Edwuin Cetré              | 61' |
| 19    | MED   | Yairo Moreno              |     |
| 31    | MED   | Diego Moreno              | 82' |
| 27    | DEL   | Brayan León               | 82' |
| D. T. | D. T. | Alfredo Arias             |     |

| 77    | POR   | Santiago Mele   |     |
| 21    | DEF   | Walmer Pacheco  | 87' |
| 28    | DEF   | Jermein Peña    |     |
| 18    | DEF   | Emanuel Olivera | 45' |
| 12    | DEF   | Gabriel Fuentes |     |
| 6     | MED   | Didier Moreno   | 75' |
| 14    | MED   | Homer Martínez  |     |
| 99    | MED   | José Enamorado  | 63' |
| 20    | MED   | Deiber Caicedo  |     |
| 10    | MED   | Luis González   | 63' |
| 70    | DEL   | Carlos Bacca    |     |
| D. T. | D. T. | Arturo Reyes    |     |

| 7  | MED | Anderson Plata  | 61' |
| 2  | DEF | Leyser Chaverra | 70' |
| 29 | DEF | Jhon Palacios   | 82' |
| 9  | DEL | Luciano Pons    | 82' |
| 10 | MED | Andrés Ricaurte | 82' |

| 25 | DEF | Brayan Ceballos    | 45' |
| 16 | MED | Vladimir Hernández | 63' |
| 7  | MED | Léider Berrío      | 63' |
| 23 | DEL | Steven Rodríguez   | 75' |
| 3  | DEF | Edwin Herrera      | 87' |

| 14' · 56' | Joaquín Varela Edwuin Cetré | 1-0 2-0 |

| 90' | Vladimir Hernández | 2-1 |

| Fallo de penal · Acierto de penal · Acierto de penal · Acierto de penal | Daniel Torres Andrés Ricaurte Luciano Pons Leyser Chaverra | 0-1 1-2 2-3 3-4 |

| Acierto de penal · Acierto de penal · Acierto de penal · Acierto de penal · Acierto de penal | Carlos Bacca Edwin Herrera Steven Rodríguez Gabriel Fuentes Léider Berrío | 0-1 0-2 1-3 2-4 3-5 |

| 42' · 73' · 73' · 85' | Jaime Alvarado Diego Moreno Brayan León Leyser Chaverra |

| 59' · 66' · 73' | Didier Moreno Gabriel Fuentes Walmer Pacheco |

| Principal  | Nicolás Gallo  |
| Asistentes | Wilmar Navarro |
|            | Dionisio Ruiz  |
| Cuarto     | Diego Ruiz     |

| VAR            | Fernando Acuña |
| Asistentes VAR | John León      |

|  |                    |       |       |
|  | Tiros              | 13    | 11    |
|  | Tiros a puerta     | 4     | 3     |
|  | Faltas             | 11    | 11    |
|  | Saques de esquina  | 2     | 3     |
|  | Fueras de juego    | 1     | 1     |
|  | Posesión del balón | 56,1% | 43,9% |

## Campeón
|                            |
| Bandera de Colombia        |
| Campeón Junior 10.º título |